# Kreuzberg (Pfälzerwald)
Der Kreuzberg ist ein 491 m hoher Berg im Pfälzerwald (Rheinland-Pfalz).

## Geographie

### Lage
Der Gipfel der Kreuzbergs liegt auf der Gemarkung der Stadt Deidesheim. Etwas weniger als ein Kilometer südlich des Gipfels liegt Lambrecht und etwas weniger als einen Kilometer östlich Lindenberg. 
Ein wenig unterhalb des Gipfels befindet sich eine offene Schutzhütte mit dem Namen die kleine Kneipe. Auf dem Gipfel selbst gibt es keine Besonderheiten, er ist nicht über einen Wanderweg zugänglich, allerdings führt nur einige Meter entfernt sowohl östlich als auch westlich ein Forstweg vorbei.
Im Süden, Richtung Lambrecht, hat der Kreuzberg zwei Ausläufer. Der namenlose westliche der beiden misst an seinem höchsten Punkt 398 m. Auf seinem Hang ist der Aussichtspunkt Alter Teufelsfelsen. Der östliche Ausläufer heißt Teufelstein, er ist 410 m hoch. Auch auf seinem Hang ist ein Aussichtspunkt namens Teufelsfelsen. Daneben steht ein offener Unterstand.

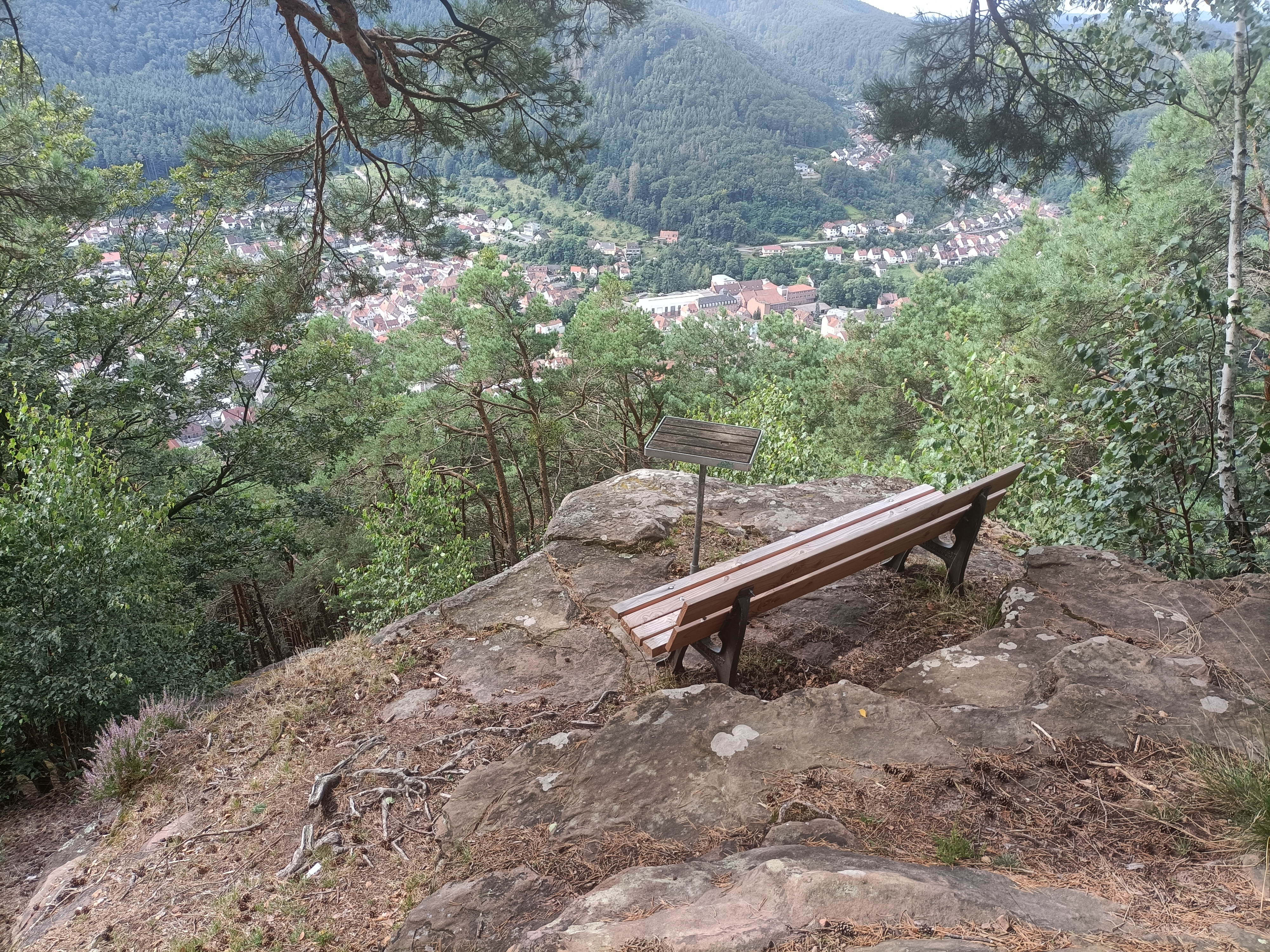
Aussichtspunkt Alter Teufelsfelsen
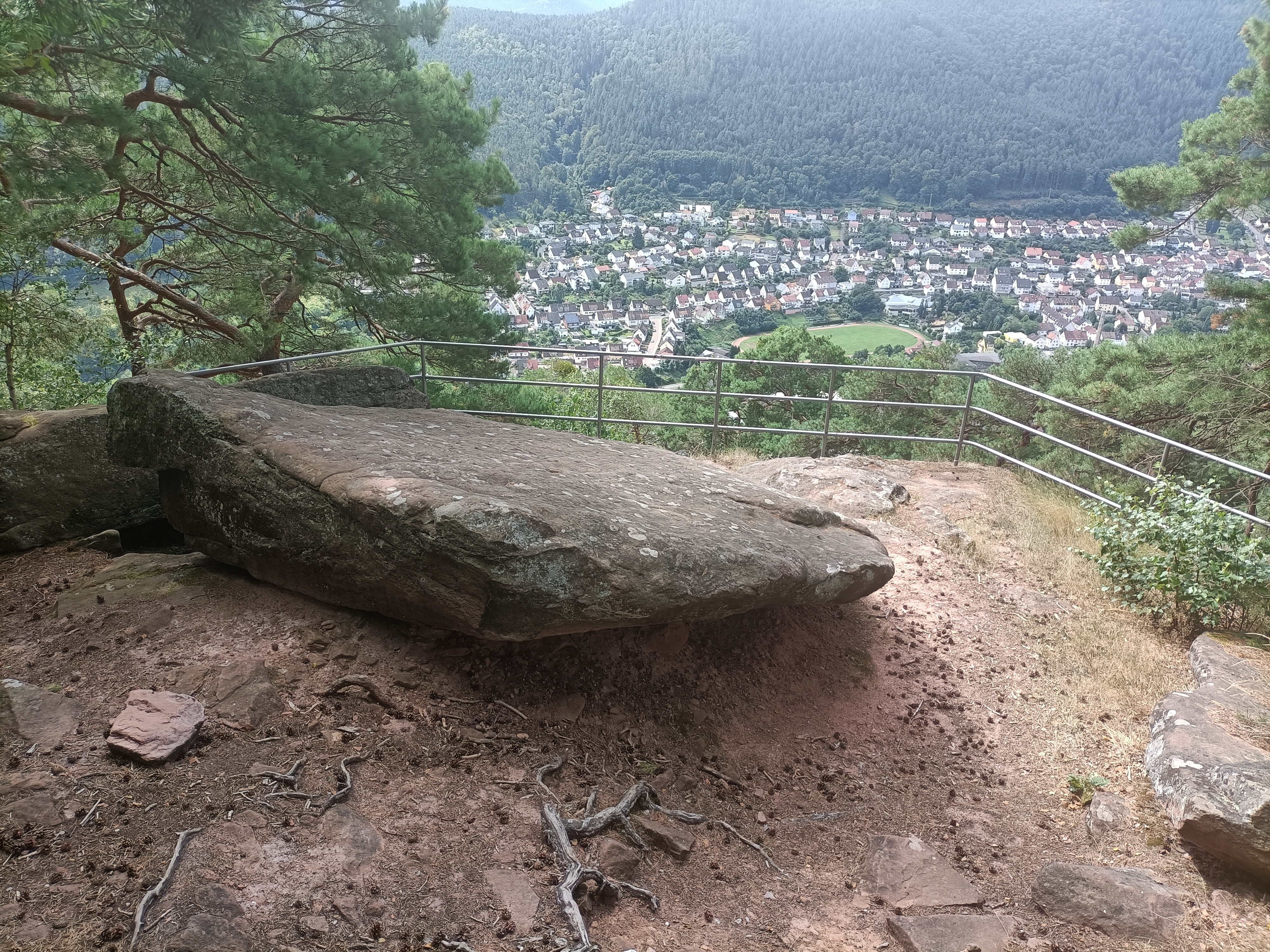
Aussichtspunkt Teufelsfelsen
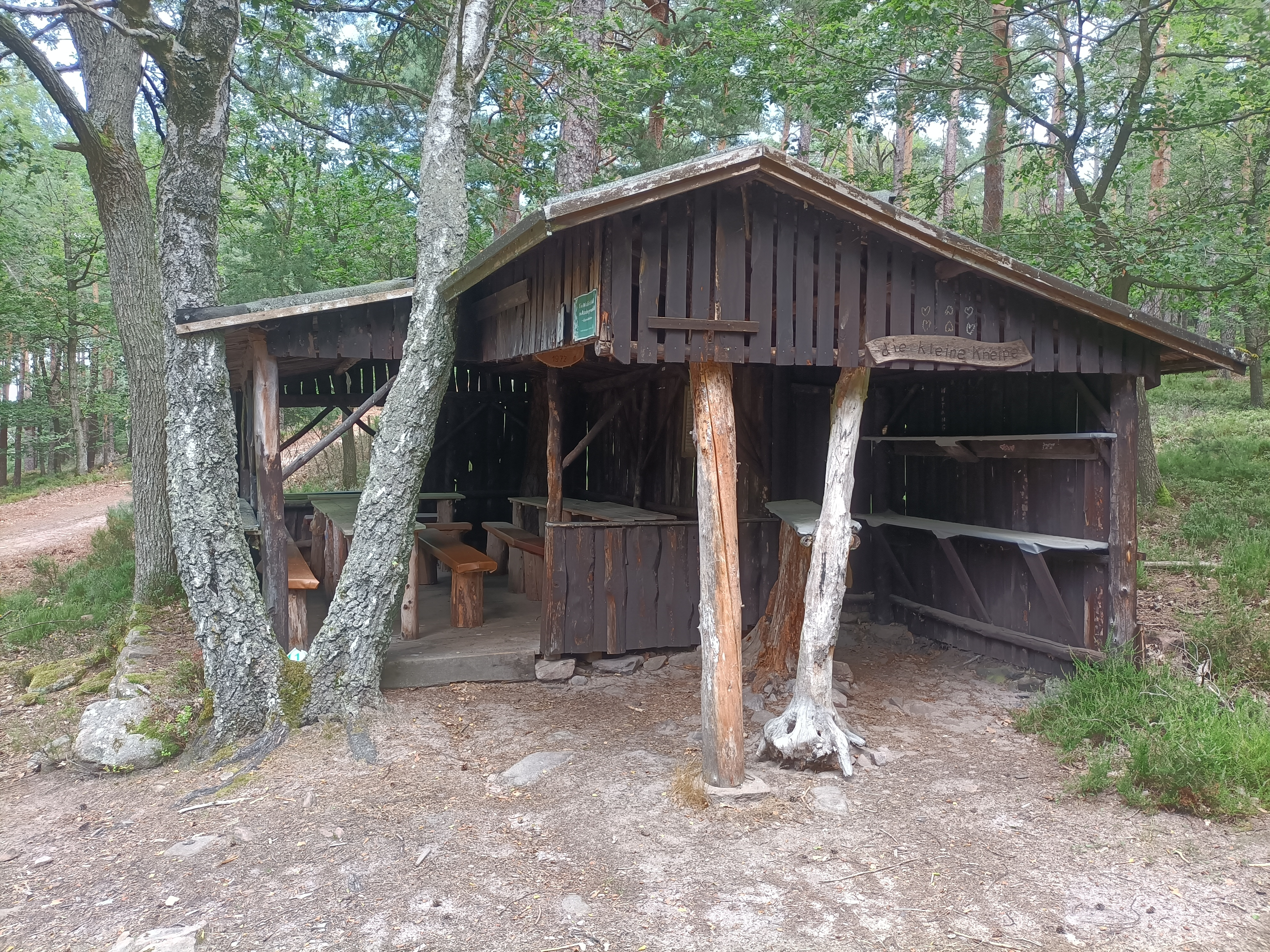
Unterstand „die kleine Kneipe“

### Naturräumliche Zuordnung
Der Kreuzberg liegt in der Hierarchie der Naturräume in folgender Schachtelung:
- Großregion 1. Ordnung: Schichtstufenland beiderseits des Oberrheingrabens
- Großregion 2. Ordnung: Pfälzisch-saarländisches Schichtstufenland
- Großregion 3. Ordnung: Pfälzerwald
- Region 4. Ordnung (Haupteinheit): Mittlerer Pfälzerwald

## Geschichte
In alten Schriften hieß der Kreuzberg noch Schlangenberg.
Die Gemarkungsgrenzen zwischen Deidesheim, Grevenhausen und Lindenberg ziehen sich schon seit alters her über diesen Berg; zwei historische Grenzfelsen erinnern daran: Der im Volksmund als Nonnenbrunz bezeichnete Loogfels Nr. 101 und der als Zeugenstein bezeichnete Loogfels Nr. 102.

## Wanderwege
Entlang seiner Westflanke führt ein Wanderweg, der mit einem blau-roten Balken markiert ist und von Kirchheimbolanden bis nach Pirmasens reicht. An diesem Weg, auf dem westlichen Hang des Kreuzbergs, gibt es eine gefasste Quelle namens Wolkenbruchbrunnen. Daneben ist eine Sitzgruppe aufgestellt.
Auf der Ostseite des Kreuzbergs führt der mit einem blau-gelben Balken markierte Weg vorbei, er verläuft von Deidesheim nach Rhodt unter Rietburg.